# Plattenvertrag
Plattenvertrag bezeichnet einen Vertrag zwischen einem Musikproduzenten und einem Musikkünstler oder einer Gruppe von Musikkünstlern (oft Bands), in dem der Künstler dem Produzenten insbesondere seine urheberrechtlichen Leistungsschutzrechte an den Vertragsaufnahmen überträgt, außerdem die Eigentumsrechte an Bändern und sonstigen im Zusammenhang mit der Produktion entstandenem Material und das Recht zur kommerziellen Auswertung sogenannter Merchandisingrechte.
Die Musiker verpflichten sich hierbei, gegen Vergütung an den vereinbarten Vertragsaufnahmen mitzuwirken. Der Produzent ist danach insbesondere berechtigt, die Vertragsaufnahmen auszuwerten. 
Viele Plattenfirmen behindern durch ihre starke Einflussnahme (die durch finanzielle Interessen begründet sind) auf die künstlerische Freiheit der Musiker deren Eigenständigkeit. Allerdings wäre es für den Musiker oder die Gruppe von Musikern allein zu schwierig, ihre Musik zu vermarkten. Die Bezeichnung Plattenvertrag kommt von Schallplatte, einem Tonaufzeichnungs- oder Musikmedium.

## Arten von Plattenverträgen
Es gibt hauptsächlich zwei Arten von Plattenverträgen: den Bandübernahmevertrag und den Künstlervertrag.

### Bandübernahmevertrag
Beim Bandübernahmevertrag (Band im Sinn des Tonträgers; in manchen Zusammenhängen auch Tape-lease-deal, Masterband-Deal oder kurz BÜV genannt) verpflichtet sich die Plattenfirma zur Veröffentlichung von einem oder mehreren bereits existierenden Tonträgern eines Künstlers über einen gewissen Zeitraum und erwirbt die Option auf darauffolgende Produktionen.
Der Name kommt daher, dass früher die einzelnen Tonspuren im Studio auf ein Tonband aufgenommen wurden und dass die Plattenfirma sich verpflichtete, das Tonband als Grundlage für die Veröffentlichung „anzunehmen“.
Üblicherweise handelt es sich dabei um sog. Masterbänder. Dieses Master dient als Vervielfältigungsgrundlage. Auch die verbindliche Übergabe von Master-Audiofiles bzw. Master-CDs wird als Masterübergabe bezeichnet.
Bandübernahmeverträge werden meistens an etablierte Interpreten oder Newcomer vergeben, sowie an Künstler, die ihre Musikwerke eigenständig produzieren können. Somit tragen sie zwar das wirtschaftliche Risiko zunächst selbst, müssen allerdings keinen Tonträgerhersteller mit der Produktion von Aufnahmen beauftragen.
Der BÜV (Bandübernahmevertrag) gewährleistet der Band oder dem Künstler die wirtschaftlich größte Selbständigkeit, da er nach Abschluss des BÜV zu allen anderen Beteiligten außer der Plattenfirma als Auftraggeber auftritt und für das Gelingen der Aufnahmen vollständig eigenverantwortlich ist.
Das wiederum hält die Record-Company frei von vielen organisatorischen Arbeitsschritten wie z. B. der Produzentensuche, dem Buchen von Musikern und des Studios selbst. Weiterhin ist für die Plattenfirma die Einhaltung des vorher festgelegten Produktions-Budgets durch den Abschluss eines BÜV gewährleistet, was in anderen Konstellationen oft nicht der Fall ist.
Wie bei dem Künstlerexklusivvertrag ist die Abrechnung „pro Rata“, d. h. eine Beteiligung an den Verkäufen der Tonträger pro Stück. Üblicherweise wird hier auch vom HAP (Händlerabgabepreis) ausgegangen. Da hier die gesamte Produktion lizenziert wird, sind Lizenzgebühren in Höhe von 12 % bis 23 % für die komplette Produktion möglich. Daraus müssen dann allerdings auch alle erforderlichen Lizenzen (z. B. an beauftragte Produzenten, Management, Promotion) bezahlt werden. Oft werden von den Plattenfirmen noch sog. Technikabzüge heruntergerechnet, die die vereinbarten Lizenzausschüttungen senken.
Auch beim Vertrieb der Produktion über Downloadportale wird der Künstler im Rahmen der vertraglich vereinbarten Lizenzen beteiligt.

### Künstlervertrag
Mit einem Künstlervertrag binden Produzenten Interpreten für eine bestimmte Zeit (eine bestimmte Anzahl von Produktionen) an sich. Über einseitige Optionen können die Produzenten die Laufzeit (bei Erfolg) verlängern. Dabei gehen die Produzenten eine Verpflichtung zur Veröffentlichung ein.
Der Künstlervertrag regelt auch die Möglichkeiten, nach Ablauf des Vertrags Optionen auszusprechen. Hiermit sind Anschlussverträge, deren Laufzeiten, Vergütungen und Produktionsumfang gemeint.
Der Künstler-Exklusiv-Vertrag beinhaltet jedoch meist auch alle Arten des künstlerischen Vortrags sowie die Übertragung aller Persönlichkeitsrechte an die Plattenfirma. Für den Künstler selbst ist diese Art der Vertragsgestaltung oft ein Problem, da die Plattenfirmen in vielen Fällen nicht in der Lage oder willens sind, einen Künstler oder eine Band über die Dauer seiner bzw. ihrer Karriere gleichmäßig gut und kompetent zu unterstützen, oder oft nicht die Ausdauer und den künstlerischen Weitblick haben. Aus diesem Grund geben immer mehr große Plattenfirmen diese Aufgaben an angeschlossene Labels und Produzenten ab.
Die Vergütung des Künstlers über einen solchen Vertrag ist eine Beteiligung an den Verkäufen der Tonträger. Hierbei hat sich der Händlerabgabepreis (HAP) als Abrechnungsbasis etabliert. Der HAP ist der Betrag, den die Plattenfirma bei Lieferung der Gesamtproduktion in Form einer CD oder DVD an den Großhändler in Rechnung stellt, also deutlich unter dem sogenannten Verkaufspreis. Vom HAP erhält der Künstler einen prozentualen Anteil, der in einer Größenordnung von 4 % bis 14 % liegen kann. Bei etablierten Künstlern kann das durchaus mehr sein, bei Newcomern auch deutlich weniger. Der Künstler-Exklusiv-Vertrag wird immer seltener von großen Plattenfirmen abgeschlossen, da die meisten Künstler mittlerweile über ihr eigenes Netzwerk an Musikern, Produzenten, Studios, Managern und Promotern verfügen und damit mehr wirtschaftliche und künstlerische Unabhängigkeit haben und lieber einen Bandübernahmevertrag abschließen. Ab einer gewissen Größe des Unternehmens des jeweiligen Künstlers gründet der Künstler auch oft ein eigenes Label und produziert seine Musik allein.
Auf der Basis dieser im Künstlervertrag ausgehandelten Lizenzbeteiligungen wird meist auch das Recht zum Merchandising, also zur Verwertung der mit dem Künstlerbild- oder Logo versehenen Fanartikel, lizenziert. Stark diskutiert wird momentan auch, inwieweit sich Plattenfirmen an den Einnahmen der Livekonzerte beteiligen.